# Arthur Ashe
Arthur Robert Ashe, Jr. (* 10. Juli 1943 in Richmond, Virginia; † 6. Februar 1993 in New York, New York) war ein US-amerikanischer Tennisspieler. Er wurde als erster schwarzer US-Tennisspieler 1985 in die International Tennis Hall of Fame aufgenommen. Neben seiner Erfolge im Tennis wurde er für seinen Einsatz gegen Rassismus und das südafrikanische Apartheid-Regime bekannt.

## Privates
Ashe war der ältere von zwei Söhnen von Arthur Ashe Senior und Mattie Cunningham. Seine früheste Kindheit war von der strengen Anleitung seiner Mutter geprägt. Arthur konnte bereits mit vier Jahren lesen. Seine Mutter starb, als Ashe sechs Jahre alt war, und sein Vater zog ihn und seinen Bruder alleine auf.
Mit sieben Jahren entdeckte er den Tennissport für sich. Schnell erregte er mit seinem  Talent in dieser Sportart die Aufmerksamkeit von Robert Walter Johnson, Junior. Unter dessen Training verbesserte sich Ashe weiter und spielte bald bei den nationalen Junioren-Meisterschaften. Unter einem anderen Trainer, mittlerweile in St. Louis spielend, gewann er  in den Jahren 1960 und 1961 den Junioren-Meistertitel. Er war der fünftbeste Junior des Landes.
Dank eines Stipendiums studierte er an der UCLA, wo er im Fach Betriebswirtschaftslehre einen Abschluss erwarb.
Arthur Ashe heiratete 1977 die Fotografin Jeanne Moutoussamy-Ashe (* 1951). Gemeinsam adoptierten sie ein Kind.

## Karriere

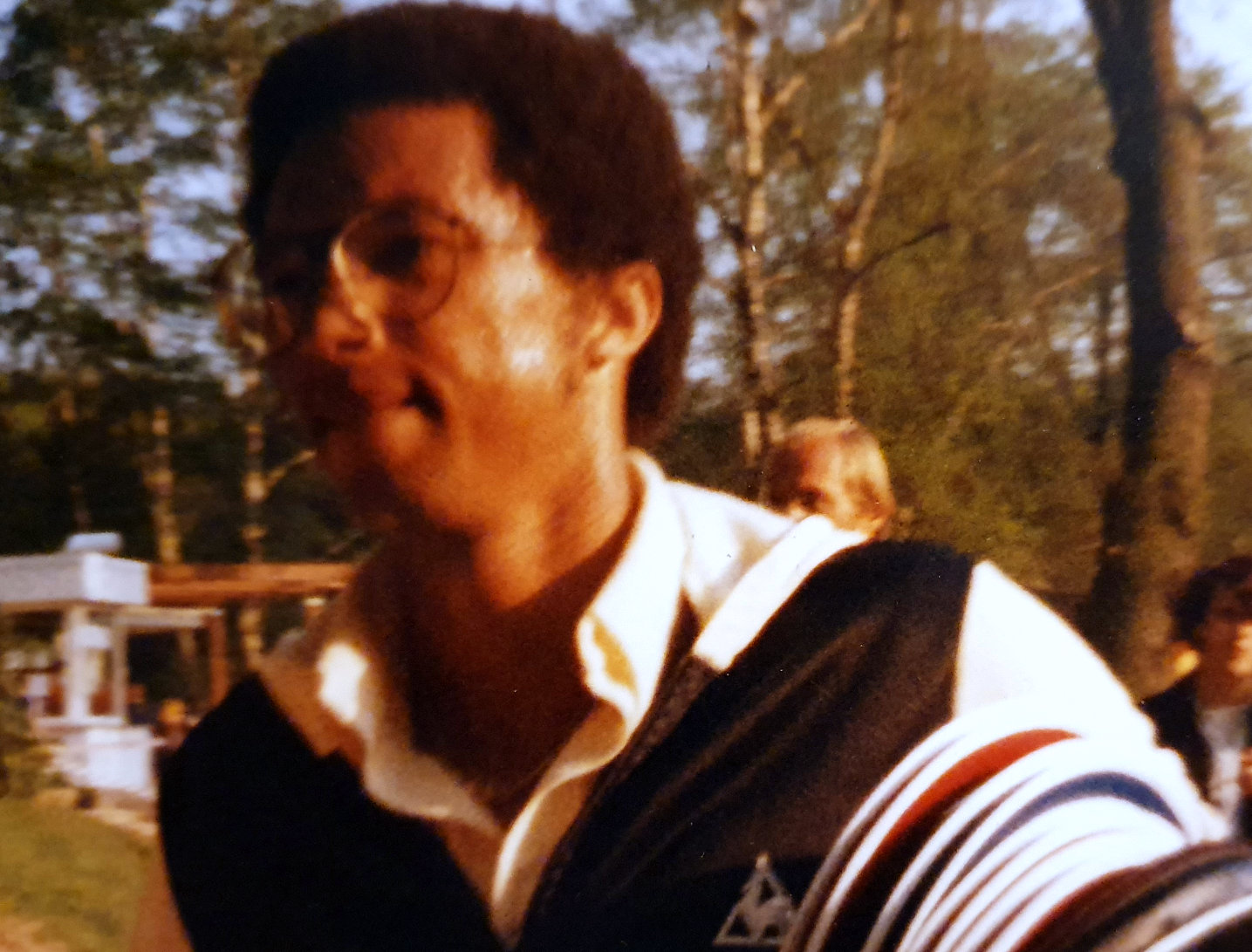
Ashe beim Nations Cup im Düsseldorfer Rochus Club Ende der 1970er Jahre

Ashe war der erste schwarze Tennisspieler, der für die US-amerikanische Davis-Cup-Mannschaft nominiert wurde. 1968 gewann er als einziger schwarzer US-Amerikaner die US Open und 1975 in Wimbledon den Titel als Einzelspieler. Ashe ist noch immer der einzige schwarze Tennisspieler mit diesen Erfolgen. Somit war er der erste Schwarze, der Platz 1 der Tennisweltrangliste eroberte. Mit dem amerikanischen Team gewann er 1968 den Davis Cup. 1970 folgte der nächste Sieg bei einem Grand-Slam-Turnier: Ashe gewann die Australian Open.
Im Jahr 1975 errang er den größten Erfolg seiner Karriere, als er im Wimbledon-Finale überraschend Jimmy Connors besiegte. Zeitgenössische Beobachter beschrieben den damals 31-jährigen Ashe als hochgewachsen, gelassen und von stoischer Ruhe geprägt, was im Kontrast zum zehn Jahre jüngeren, als launisch geltenden Titelverteidiger Connors stand. Die Partie am 5. Juli 1975 gilt bis heute als ein „Gänsehaut-Moment“ der Sportgeschichte; Ashe selbst erklärte jedoch später einmal, er wolle nicht in erster Linie für diesen Titel, sondern für seinen Einsatz gegen Rassismus in Erinnerung bleiben.
1978 verlor er das Masters-Finale gegen John McEnroe. 1980 gab er seinen Rücktritt als Tennisspieler bekannt. In späteren Jahren war er als Co-Kommentator unter anderem für ABC Sports tätig und auch einige Jahre als Kapitän des amerikanischen Davis-Cup-Teams. 1985 wurde er in die International Tennis Hall of Fame aufgenommen.
Ashe setzte sich für Bürgerrechte ein und war Mitglied einer Delegation von Afroamerikanern, welche das Ende der Apartheid in Südafrika anstrebten. Nachdem ihm das Regime mehrfach ein Visum verweigert hatte, erhielt er 1973 erstmals die Einreiseerlaubnis zu den South African Open und knüpfte seine Teilnahme daran, dass schwarze und weiße Zuschauer gemeinsam im Stadion Platz nehmen durften. Während dieser Reise leitete er in Soweto vielbeachtete Tenniskliniken, in denen ihn Kinder ehrfurchtsvoll „Sipho“ („Geschenk“) nannten; 1976 initiierte er dort das Arthur-Ashe-Soweto-Tennis-Centre, das nach Vandalismus während der Schüleraufstände von 1976 erst 2007 renoviert und von seiner Witwe feierlich wiedereröffnet wurde. Die Eindrücke bestärkten Ashe darin, international für einen Sportboykott des Apartheidregimes zu werben: 1983 gründete er gemeinsam mit dem Sänger Harry Belafonte das Netzwerk Artists and Athletes Against Apartheid, dem zeitweise mehr als 500 Mitglieder angehörten, und 1985 wurde er bei einem Protest vor der südafrikanischen Botschaft in Washington, D.C., verhaftet. Im Jahr 1990 kam es zu einem Treffen mit Nelson Mandela in New York, nur wenige Monate nach dessen Haftentlassung.
Im Jahr 1988 erkrankte er an AIDS, weil er bei einer Herzoperation eine HIV-kontaminierte Blutkonserve erhalten hatte. Er machte die Diagnose öffentlich und gründete die Arthur Ashe Foundation zur Bekämpfung von AIDS und das Arthur Ashe Institute for Urban Health. So setzte er sich bis zum Ende seines Lebens für die Aufklärung der Bevölkerung über HIV und AIDS ein.
Am 6. Februar 1993 starb Arthur Ashe an einer Lungenentzündung, die mit AIDS in Verbindung gebracht wurde. Nach seinem Tod wurde das Hauptstadion in Flushing Meadows nach ihm benannt, und in seinem Geburtsort wurde eine Statue in der Monument Avenue errichtet. Für seine Unterstützung humanitärer Einsätze wurde Ashe 1992 von der Zeitschrift Sports Illustrated zum Sportler des Jahres gewählt.

## Auszeichnungen
- 1975: Spieler des Jahres
- 1979: Comeback des Jahres
- 1992: Arthur Ashe Humanitarian Award
- 1993: Maxwell Finland Award
- 1993: Presidential Medal of Freedom

## Erfolge in der Open Era

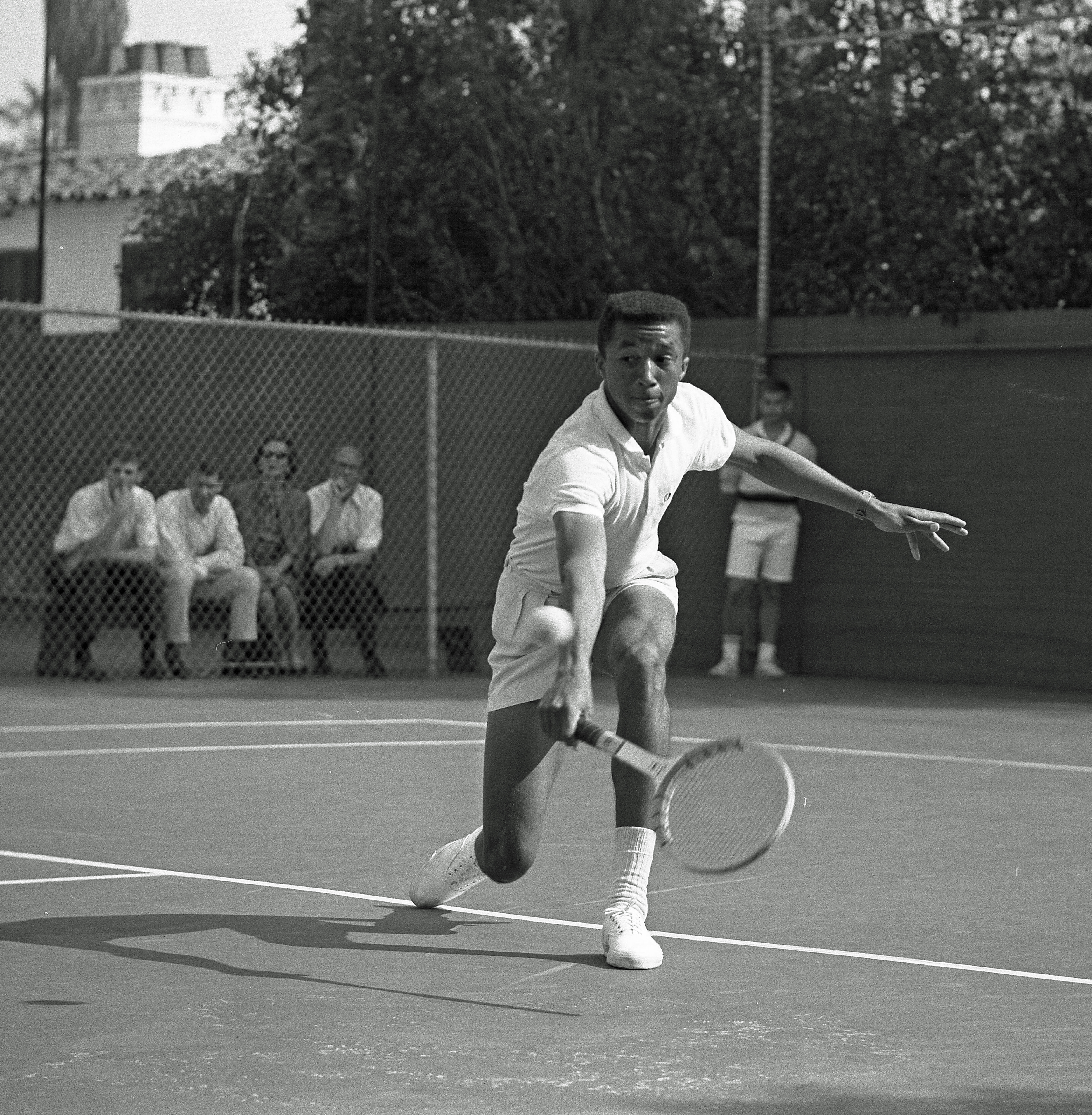
Ashe (1964)

| Legende (Anzahl der Siege) |
| Grand Slam (5)             |
| Saisonendveranstaltung (2) |
| Sonstige Turniere (52)     |

| ATP-Titel nach Belag |
| Hartplatz (13)       |
| Sand (11)            |
| Rasen (6)            |
| Teppich (29)         |

### Einzel

#### Turniersiege
| Nr. | Datum              | Turnier         | Belag         | Finalgegner      | Ergebnis                  |
| --- | ------------------ | --------------- | ------------- | ---------------- | ------------------------- |
| 1.  | 4. Februar 1968    | Richmond (1)    | Hartplatz (i) | Chuck McKinley   | 6:2, 6:1                  |
| 2.  | 30. März 1968      | New York City   | Teppich (i)   | Roy Emerson      | 6:4, 6:4, 7:5             |
| 3.  | 21. April 1968     | Charlotte (1)   | Sand          | Ronald Holmberg  | 6:2, 6:4                  |
| 4.  | 28. Juli 1968      | Haverford       | Rasen         | Marty Riessen    | 6:2, 6:3, 6:3             |
| 5.  | 25. August 1968    | Boston          | Rasen         | Bob Lutz         | 4:6, 6:3, 8:10, 6:0, 6:4  |
| 6.  | 9. September 1968  | US Open         | Rasen         | Tom Okker        | 14:12, 5:7, 6:3, 3:6, 6:3 |
| 7.  | 15. Dezember 1968  | Brisbane        | Rasen         | Stan Smith       | 6:4, 1:6, 9:7, 4:6, 7:5   |
| 8.  | 6. April 1969      | San Juan (1)    | Hartplatz     | Charlie Pasarell | 5:7, 5:7, 6:0, 6:4, 6:3   |
| 9.  | 27. Januar 1970    | Australian Open | Rasen         | Dick Crealy      | 6:4, 9:7, 6:2             |
| 10. | 15. Februar 1970   | Richmond (2)    | Teppich (i)   | Stan Smith       | 6:2, 13:11                |
| 11. | 29. März 1970      | Jacksonville    | Sand          | Brian Fairlie    | 6:3, 4:6, 6:3             |
| 12. | 5. April 1970      | San Juan (2)    | Hartplatz     | Cliff Richey     | 6:4, 6:3, 1:6, 6:3        |
| 13. | 3. Mai 1970        | Kansas City     | Hartplatz     | Clark Graebner   | 7:6, 6:1                  |
| 14. | 10. Mai 1970       | Sacramento      | Hartplatz     | Barry MacKay     | 6:4, 6:2, 3:6, 10:8       |
| 15. | 4. Oktober 1970    | Berkeley        | Hartplatz     | Cliff Richey     | 6:4, 6:2, 6:4             |
| 16. | 11. Oktober 1970   | Denver          | Hartplatz (i) | Charlie Pasarell | 6:2, 5:6, 6:3             |
| 17. | 15. November 1970  | Paris           | Teppich (i)   | Marty Riessen    | 7:6, 6:4, 6:3             |
| 18. | 18. April 1971     | Charlotte (2)   | Sand          | Stan Smith       | 6:3, 6:3                  |
| 19. | 7. November 1971   | Stockholm (1)   | Hartplatz (i) | Jan Kodeš        | 6:1, 3:6, 6:2, 1:6, 6:4   |
| 20. | 30. Juli 1972      | Louisville      | Sand          | Mark Cox         | 6:4, 6:4                  |
| 21. | 17. September 1972 | Montreal        | Teppich (i)   | Roy Emerson      | 6:4, 3:6, 6:2, 7:5        |
| 22. | 17. September 1972 | Rotterdam (1)   | Teppich (i)   | Tom Okker        | 3:6, 6:2, 6:1             |
| 23. | 26. November 1972  | Rom (1)         | Teppich (i)   | Bob Lutz         | 6:2, 3:6, 6:3, 3:6, 7:6   |
| 24. | 4. März 1973       | Chicago         | Teppich (i)   | Roger Taylor     | 3:6, 7:69, 7:62           |
| 25. | 29. Juli 1973      | Washington      | Sand          | Tom Okker        | 6:4, 6:2                  |
| 26. | 17. Februar 1974   | Bologna         | Teppich (i)   | Mark Cox         | 6:4, 7:5                  |
| 27. | 3. März 1974       | Barcelona (1)   | Teppich (i)   | Björn Borg       | 6:4, 3:6, 6:3             |
| 28. | 10. November 1974  | Stockholm (2)   | Hartplatz (i) | Tom Okker        | 6:2, 6:2                  |
| 29. | 23. Februar 1975   | Barcelona (2)   | Teppich (i)   | Björn Borg       | 7:65, 6:3                 |
| 30. | 2. März 1975       | Rotterdam (2)   | Teppich (i)   | Tom Okker        | 3:6, 6:2, 6:4             |
| 31. | 16. März 1975      | München         | Teppich (i)   | Björn Borg       | 6:4, 7:66                 |
| 32. | 27. April 1975     | Stockholm (3)   | Teppich (i)   | Tom Okker        | 6:4, 6:2                  |
| 33. | 11. Mai 1975       | WCT Finals      | Teppich (i)   | Björn Borg       | 3:6, 6:4, 6:4, 6:0        |
| 34. | 5. Juli 1975       | Wimbledon       | Rasen         | Jimmy Connors    | 6:1, 6:1, 5:7, 6:4        |
| 35. | 21. September 1975 | Los Angeles     | Teppich (i)   | Roscoe Tanner    | 3:6, 7:5, 6:3             |
| 36. | 28. September 1975 | San Francisco   | Teppich (i)   | Guillermo Vilas  | 6:0, 7:64                 |
| 37. | 11. Januar 1976    | Columbus        | Teppich (i)   | Andrew Pattison  | 3:6, 6:3, 7:64            |
| 38. | 19. Januar 1976    | Indianapolis    | Teppich (i)   | Vitas Gerulaitis | 6:2, 6:74, 6:4            |
| 39. | 8. Februar 1976    | Richmond (3)    | Teppich (i)   | Brian Gottfried  | 6:2, 6:4                  |
| 40. | 22. Februar 1976   | Rom (2)         | Teppich (i)   | Bob Lutz         | 6:2, 0:6, 6:3             |
| 41. | 29. Februar 1976   | Rotterdam (3)   | Teppich (i)   | Bob Lutz         | 6:3, 6:3                  |
| 42. | 23. April 1978     | San José        | Teppich (i)   | Bernard Mitton   | 6:7, 6:1, 6:2             |
| 43. | 13. August 1978    | Columbus        | Sand          | Bob Lutz         | 6:3, 6:4                  |
| 44. | 24. September 1978 | Los Angeles (2) | Teppich (i)   | Brian Gottfried  | 6:2, 6:4                  |

#### Finalteilnahmen
| Nr. | Datum              | Turnier                           | Belag         | Finalgegner       | Ergebnis                |
| --- | ------------------ | --------------------------------- | ------------- | ----------------- | ----------------------- |
| 1.  | 31. Januar 1966    | Australian Open (1)               | Rasen         | Roy Emerson       | 4:6, 8:6, 2:6, 3:6      |
| 2.  | 30. Januar 1967    | Australian Open (2)               | Rasen         | Roy Emerson       | 4:6, 1:6, 4:6           |
| 3.  | 12. Januar 1969    | Melbourne                         | Rasen         | Stan Smith        | 12:14, 8:6, 3:6, 6:8    |
| 4.  | 29. März 1969      | New York City                     | Teppich (i)   | Andrés Gimeno     | 1:6, 2:6, 6:3, 8:6, 7:9 |
| 5.  | 13. Juli 1969      | Washington (1)                    | Sand          | Thomaz Koch       | 5:7, 7:9, 6:4, 6:2, 4:6 |
| 6.  | 27. Juli 1969      | Indianapolis (1)                  | Sand          | Željko Franulović | 6:8, 3:6, 4:6           |
| 7.  | 12. Oktober 1969   | Las Vegas (1)                     | Hartplatz     | Pancho Gonzales   | 0:6, 2:6, 4:6           |
| 8.  | 1. März 1970       | Macon                             | Teppich (i)   | Cliff Richey      | 6:3, 3:6, 6:8           |
| 9.  | 19. Juli 1970      | Washington (2)                    | Sand          | Cliff Richey      | 5:7, 2:6, 1:6           |
| 10. | 29. November 1970  | Stockholm                         | Hartplatz (i) | Stan Smith        | 7:5, 4:6, 4:6           |
| 11. | 7. Februar 1971    | Richmond                          | Teppich (i)   | Ilie Năstase      | 6:3, 2:6, 4:6           |
| 12. | 14. März 1971      | Australian Open (3)               | Rasen         | Ken Rosewall      | 1:6, 5:7, 3:6           |
| 13. | 28. März 1971      | Chicago (1)                       | Teppich (i)   | John Newcombe     | 6:4, 6:7, 2:6, 3:6      |
| 14. | 2. Mai 1971        | Dallas (1)                        | Teppich (i)   | John Newcombe     | 6:7, 4:6                |
| 15. | 14. November 1971  | Bologna (1)                       | Teppich (i)   | Rod Laver         | 3:6, 4:6, 4:6           |
| 16. | 19. März 1972      | Chicago (2)                       | Teppich (i)   | Tom Okker         | 6:4, 2:6, 3:6           |
| 17. | 10. September 1972 | US Open                           | Rasen         | Ilie Năstase      | 6:3, 3:6, 7:6, 4:6, 3:6 |
| 18. | 25. März 1973      | Washington                        | Teppich (i)   | Tom Okker         | 3:6, 7:64, 6:73         |
| 19. | 22. April 1973     | Charlotte                         | Sand          | Ken Rosewall      | 3:6, 6:71               |
| 20. | 29. April 1973     | Denver (1)                        | Teppich (i)   | Mark Cox          | 1:6, 1:6                |
| 21. | 13. Mai 1973       | WCT Finals                        | Teppich (i)   | Stan Smith        | 3:6, 3:6, 6:4, 4:6      |
| 22. | 22. Mai 1973       | Las Vegas (2)                     | Hartplatz     | Brian Gottfried   | 1:6, 3:6                |
| 23. | 23. Juli 1973      | Boston                            | Hartplatz     | Jimmy Connors     | 3:6, 6:4, 4:6, 6:3, 2:6 |
| 24. | 25. November 1973  | Johannesburg (1)                  | Hartplatz     | Jimmy Connors     | 4:6, 6:7, 3:6           |
| 25. | 27. Januar 1974    | Philadelphia (1)                  | Teppich (i)   | Rod Laver         | 1:6, 4:6, 6:3, 4:6      |
| 26. | 17. März 1974      | São Paulo                         | Teppich (i)   | Björn Borg        | 2:6, 6:3, 3:6           |
| 27. | 24. März 1974      | Tucson                            | Hartplatz     | John Newcombe     | 3:6, 6:7                |
| 28. | 28. April 1974     | Denver (2)                        | Teppich (i)   | Roscoe Tanner     | 2:6, 4:6                |
| 29. | 30. September 1974 | San Francisco                     | Teppich (i)   | Ross Case         | 3:6, 7:5, 4:6           |
| 30. | 26. November 1974  | Johannesburg (1)                  | Hartplatz     | Jimmy Connors     | 6:7, 3:6, 1:6           |
| 31. | 19. Januar 1975    | San Juan                          | Sand          | Rod Laver         | 3:6, 5:7                |
| 32. | 2. Februar 1975    | Richmond                          | Teppich (i)   | Björn Borg        | 6:4, 4:6, 4:6           |
| 33. | 12. Februar 1975   | Bologna (2)                       | Teppich (i)   | Björn Borg        | 6:74, 6:4, 6:74         |
| 34. | 10. August 1975    | Indianapolis (2)                  | Sand          | Manuel Orantes    | 2:6, 2:6                |
| 35. | 2. November 1975   | Paris                             | Hartplatz (i) | Tom Okker         | 3:6, 6:2, 3:6, 6:3, 4:6 |
| 36. | 15. Februar 1976   | Lagos                             | Hartplatz     | Dick Stockton     | 3:6, 2:6                |
| 37. | 13. Mai 1976       | WCT Challenge Cup                 | Hartplatz     | Ilie Năstase      | 3:6, 6:1, 7:6, 3:6, 1:6 |
| 38. | 27. September 1976 | Los Angeles                       | Hartplatz     | Brian Gottfried   | 2:6, 2:6                |
| 39. | 15. Oktober 1976   | World Invitational Tennis Classic | Sand          | Björn Borg        | 1:6, 2:6                |
| 40. | 14. Januar 1979    | Masters                           | Teppich (i)   | John McEnroe      | 7:6, 3:6, 5:7           |
| 41. | 28. Januar 1979    | Philadelphia (2)                  | Teppich (i)   | Jimmy Connors     | 3:6, 4:6, 1:6           |
| 42. | 4. März 1979       | Memphis                           | Teppich (i)   | Jimmy Connors     | 4:6, 7:5, 3:6           |

### Doppel

#### Turniersiege
| Nr. | Datum             | Turnier         | Belag       | Doppelpartner    | Finalgegner                      | Ergebnis            |
| --- | ----------------- | --------------- | ----------- | ---------------- | -------------------------------- | ------------------- |
| 1.  | 2. August 1970    | Indianapolis    | Sand        | Clark Graebner   | Ilie Năstase Ion Țiriac          | 2:6, 6:4, 6:4       |
| 2.  | 29. November 1970 | Stockholm       | Sand        | Stan Smith       | Bob Carmichael Owen Davidson     | 6:0, 5:7, 7:5       |
| 3.  | 13. Dezember 1970 | Masters         | Teppich (i) | Stan Smith       | Jan Kodeš Rod Laver              | 6:3, 6:4            |
| 4.  | 6. Juni 1971      | French Open     | Sand        | Marty Riessen    | Tom Gorman Stan Smith            | 4:6, 6:3, 6:4, 11:9 |
| 5.  | 13. Februar 1972  | Philadelphia    | Teppich (i) | Bob Lutz         | John Newcombe Tony Roche         | 6:3, 6:7, 6:3       |
| 6.  | 29. April 1973    | Denver (1)      | Teppich (i) | Roscoe Tanner    | Tom Okker Marty Riessen          | 3:6, 6:3, 7:6       |
| 7.  | 25. November 1973 | Johannesburg    | Hartplatz   | Tom Okker        | Lew Hoad Bob Maud                | 6:2, 4:6, 6:2, 6:4  |
| 8.  | 3. März 1974      | Barcelona (1)   | Teppich (i) | Roscoe Tanner    | Tom Edlefsen Tom Leonard         | 6:3, 6:4            |
| 9.  | 28. April 1974    | Denver (2)      | Teppich (i) | Roscoe Tanner    | Mark Cox Jun Kamiwazumi          | 6:3, 7:6            |
| 10. | 23. Februar 1975  | Barcelona (2)   | Teppich (i) | Tom Okker        | Paolo Bertolucci Adriano Panatta | 6:3, 6:4            |
| 11. | 19. April 1975    | Johannesburg    | Hartplatz   | Tom Okker        | Bob Hewitt Frew McMillan         | 6:3, 6:2            |
| 12. | 27. April 1975    | Stockholm       | Hartplatz   | Tom Okker        | Patrice Dominguez Kim Warwick    | 6:3, 7:63           |
| 13. | 10. Mai 1976      | Las Vegas       | Hartplatz   | Charlie Pasarell | Bob Lutz Stan Smith              | 6:3, 7:63           |
| 14. | 9. Januar 1977    | Australian Open | Sand        | Tony Roche       | Charlie Pasarell Erik van Dillen | 6:4, 6:4            |
| 15. | 23. Juli 1978     | Washington      | Sand        | Bob Hewitt       | Fred McNair Raúl Ramírez         | 6:3, 6:4            |

#### Finalteilnahmen
| Nr. | Datum              | Turnier                 | Belag         | Doppelpartner    | Finalgegner                      | Ergebnis                |
| --- | ------------------ | ----------------------- | ------------- | ---------------- | -------------------------------- | ----------------------- |
| 1.  | 9. September 1968  | US Open                 | Rasen         | Andrés Gimeno    | Bob Lutz Stan Smith              | 9:11, 1:6, 5:7          |
| 2.  | 14. Juli 1969      | Cincinnati              | Sand          | Charlie Pasarell | Bob Lutz Stan Smith              | 3:6, 4:6                |
| 3.  | 8. Februar 1970    | Philadelphia            | Sand          | Dennis Ralston   | Ilie Năstase Ion Țiriac          | 4:6, 3:6                |
| 4.  | 7. Juni 1970       | French Open             | Sand          | Charlie Pasarell | Ilie Năstase Ion Țiriac          | 2:6, 4:6, 3:6           |
| 5.  | 20. Juni 1970      | Queen’s Club            | Rasen         | Charlie Pasarell | Tom Okker Marty Riessen          | 4:6, 4:6                |
| 6.  | 4. Juli 1971       | Wimbledon Championships | Rasen         | Dennis Ralston   | Roy Emerson Rod Laver            | 6:4, 7:9, 8:6, 4:6, 4:6 |
| 7.  | 15. August 1971    | Toronto                 | Sand          | Dennis Ralston   | Tom Okker Marty Riessen          | 3:6, 3:6, 1:6           |
| 8.  | 7. November 1971   | Stockholm               | Hartplatz (i) | Bob Lutz         | Tom Gorman Stan Smith            | 3:6, 4:6                |
| 9.  | 30. Juli 1972      | Louisville              | Sand          | Bob Lutz         | John Alexander Phil Dent         | 4:6, 3:6                |
| 10. | 6. August 1972     | Boston                  | Hartplatz     | Bob Lutz         | John Newcombe Tony Roche         | 3:6, 6:1, 6:7           |
| 11. | 18. November 1972  | Rotterdam (1)           | Hartplatz     | Bob Lutz         | Roy Emerson John Newcombe        | 2:6, 3:6                |
| 12. | 27. Januar 1973    | London                  | Teppich (i)   | Roscoe Tanner    | Tom Okker Marty Riessen          | 3:6, 3:6                |
| 13. | 25. März 1973      | Washington              | Teppich (i)   | Roscoe Tanner    | Tom Okker Marty Riessen          | 6:4, 6:7, 2:6           |
| 14. | 8. April 1973      | Houston (1)             | Sand          | Roscoe Tanner    | Tom Okker Marty Riessen          | 5:7, 5:7                |
| 15. | 4. November 1973   | Paris                   | Hartplatz (i) | Roscoe Tanner    | Ilie Năstase                     | 2:6, 6:4, 5:7           |
| 16. | 17. Februar 1974   | Bologna (1)             | Teppich (i)   | Roscoe Tanner    | Ove Bengtson Björn Borg          | 4:6, 7:5, 6:4, 6:7, 2:6 |
| 17. | 21. April 1974     | Houston (2)             | Sand          | Roscoe Tanner    | Colin Dibley Rod Laver           | 6:4, 6:7, 4:6           |
| 18. | 12. Februar 1975   | Bologna (2)             | Teppich (i)   | Tom Okker        | Paolo Bertolucci Adriano Panatta | 3:6, 6:3, 3:6           |
| 19. | 30. März 1975      | Monte Carlo             | Sand          | Tom Okker        | Bob Hewitt Frew McMillan         | 3:6, 2:6                |
| 20. | 11. Januar 1976    | Columbus                | Teppich (i)   | Tom Okker        | Bob Hewitt Frew McMillan         | 6:74, 4:6               |
| 21. | 8. Februar 1976    | Richmond                | Teppich (i)   | Tom Okker        | Brian Gottfried Raúl Ramírez     | 4:6, 5:7                |
| 22. | 29. Februar 1976   | Rotterdam (2)           | Teppich (i)   | Tom Okker        | Rod Laver Frew McMillan          | 1:6, 7:64, 6:75         |
| 23. | 26. Juli 1976      | Washington              | Sand          | Jimmy Connors    | Brian Gottfried Raúl Ramírez     | 3:6, 3:6                |
| 24. | 27. September 1976 | Los Angeles             | Teppich (i)   | Charlie Pasarell | Bob Lutz Stan Smith              | 2:6, 6:3, 3:6           |
| 25. | 19. März 1978      | Washington              | Teppich (i)   | John McEnroe     | Bob Lutz Stan Smith              | 7:6, 5:7, 1:6           |

## Der Arthur Ashe Award for Courage
Seit 1993 verleiht das Fernsehnetzwerk ESPN jährlich den Arthur Ashe Award for Courage an Menschen, die im Angesicht von Gefahr und Anfeindungen den Mut und die Bereitschaft zeigen, ohne Rücksicht auf Nachteile für ihre Überzeugungen einzutreten. Er wird nicht nur an Athletinnen und Athleten verliehen, sondern generell an Menschen aus dem Bereich des Sports, deren Besonderheit über den Sport hinaus Aufmerksamkeit erregt. Zu den Preisträgern gehörten unter anderem Loretta Claiborne (1996), Muhammad Ali (1997), Nelson Mandela (2009) und Vitali Klitschko (2022).